# Édgar Hernández Marcé
Èdgar Hernández Marcé (Gavà, Barcelona, 2 de febrero de 1987) es un futbolista español que juega de delantero. También es conocido por ser uno de los fundadores del FC Sporting Gavà.

## Trayectoria
Natural de Gavà, jugó en numerosos equipos de la Segunda B, e incluso formó parte de los filiales del Real Zaragoza y Celta de Vigo.
Jugó en la temporada 2012-13 en la U. E. Sant Andreu y, con 17 goles, se convirtió en el máximo realizador del grupo III de Segunda B. En la temporada siguiente se convirtió en el primer fichaje del C. E. Sabadell para la temporada 2013-14 para jugar en Segunda División.
En verano de 2014 se hizo oficial su fichaje por el C. F. Reus Deportiu tras dejar de ser jugador del Sabadell. En la temporada 2015-16 se convertiría en máximo goleador del equipo, consiguiendo el ascenso a la Segunda División.
Tras 126 partidos regresó al C. E. Sabadell F. C., club con el que consiguió el ascenso a la Segunda División tras derrotar en las eliminatorias al Atlético de Madrid "B", con un gol suyo de falta directa, a la Cultural Leonesa, y en la final al F. C. Barcelona "B". En toda la temporada, jugó un total de 25 partidos y anotó 10 goles, 4 de ellos de falta directa, siendo el pichichi de su equipo. 
Para la temporada 2021-22 llegó libre al Nàstic de Tarragona para reforzar la delantera del club tarraconense. De cara a la siguiente se fue al C. F. Badalona Futur.

## Clubes
| Club                    | País   | Año       |
| ----------------------- | ------ | --------- |
| U. E. Cornellà          | España | 2006-2007 |
| Atlético Ciutadella     | España | 2007-2008 |
| Real Zaragoza B         | España | 2008-2009 |
| Alicante C. F.          | España | 2009-2010 |
| R. C. Celta de Vigo "B" | España | 2010-2011 |
| C. F. Gavà              | España | 2011-2012 |
| U. E. Sant Andreu       | España | 2012-2013 |
| C. E. Sabadell F. C.    | España | 2013-2014 |
| C. F. Reus Deportiu     | España | 2014-2018 |
| C. E. Sabadell F. C.    | España | 2018-2021 |
| Nàstic de Tarragona     | España | 2021-2022 |
| C. F. Badalona Futur    | España | 2022-2024 |

## Palmarés

### Títulos nacionales
| Título          | Club                 | País   | Año  |
| --------------- | -------------------- | ------ | ---- |
| Copa Federación | C. F. Badalona Futur | España | 2023 |

## Estilo de juego
Pese a su envergadura (1,89 metros), destaca por ser un jugador veloz en carrera y ágil para girarse y buscar la espalda del rival. También destaca su habilidad como tirador de faltas.

## FC Sporting Gavà
En 2014 fundó en Gavà un equipo de fútbol, el FC Sporting Gavà, club que preside junto a Dani Iglesias y Alfred Zardoya. Dicho club desde la temporada 18-19 cuenta con primer equipo, que milita en Segunda División de Cataluña.